# Concert du nouvel an 1949 à Vienne
Le concert du nouvel an 1949 de l'orchestre philharmonique de Vienne, qui a lieu le 1er janvier 1949, est le 9e concert du nouvel an donné au Musikverein, à Vienne, en Autriche. Il est dirigé pour la 7e fois dont la 2e consécutive par le chef d'orchestre autrichien Clemens Krauss.
Johann Strauss II y est toujours le compositeur principal, mais son frère Josef est aussi au programme avec trois pièces.
Quatre pièces sur les treize au total sont jouées pour la première fois au concert du nouvel an.

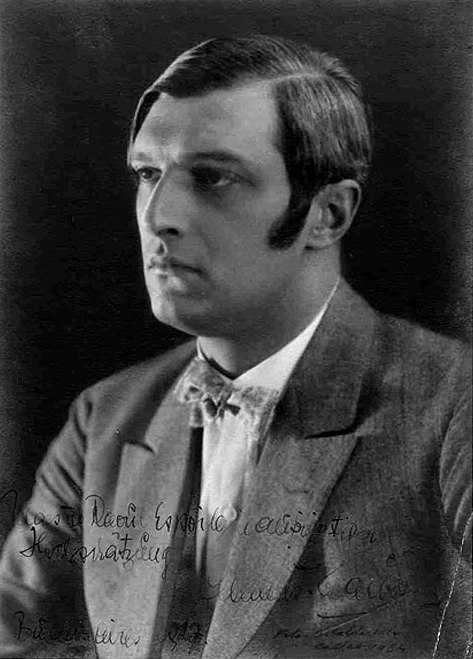
Le chef Clemens Kraus

## Programme
Les pièces suivies d'un astérisque (*) sont jouées pour la première fois.
1. Johann Strauss II : Neu-Wien, valse pour chœur masculin et orchestre, op. 342
2. Johann Strauss II : Annen-Polka, polka, op. 117
3. Johann Strauss II : csárdás du Chevalier Pásmán, op. 441
4. Josef Strauss : Dynamiden, valse, op. 173*
5. Josef Strauss : Die Libelle, polka-mazurka, op. 204
6. Josef Strauss : Lust-Lager-Polka, polka, op. 19*
7. Johann Strauss II : 'S gibt nur a Kaiserstadt, 's gibt nur a Wien!, polka, op. 291
8. Johann Strauss II : Tausend und eine Nacht, valse d'après des mélodies de l'opérette Indigo und die 40 Räuber, op. 346*
9. Johann Strauss II : Neue Pizzicato-Polka, polka, op. 449*
10. Johann Strauss II : Vergnügungszug, polka rapide, op. 281
11. Johann Strauss II : Kaiserwalzer, valse, op. 437

### Rappels
1. Johann Strauss II : Perpetuum mobile. Ein musikalischer Scherz, scherzo, op. 257
2. Johann Strauss II : Le Beau Danube bleu, valse, op. 314

Les compositeurs joués
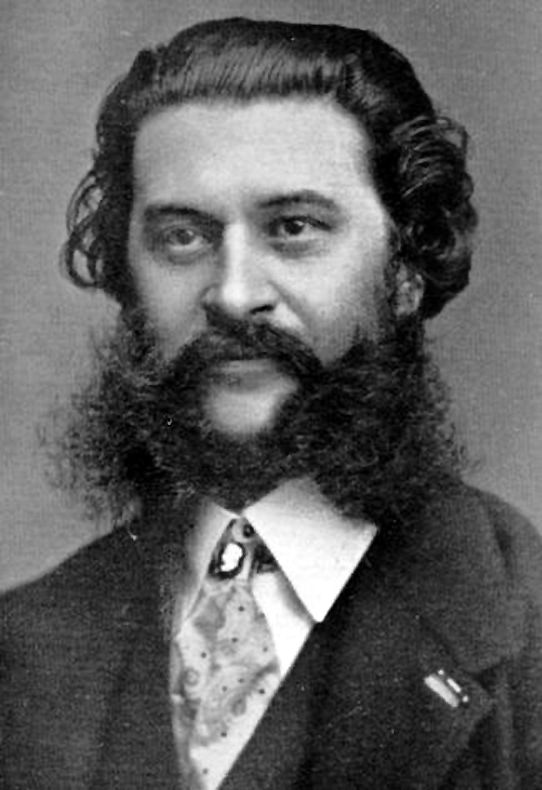
Johann Strauss (fils)
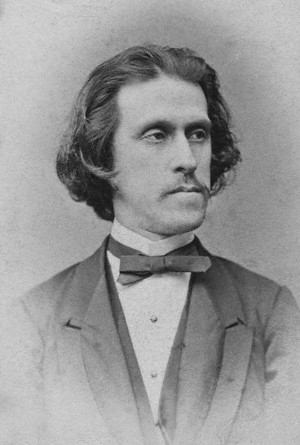
Josef Strauss